# Eleição municipal de Porto Alegre em 1988
A eleição municipal de Porto Alegre em 1988 ocorreu em 15 de novembro como parte das eleições municipais em 24 estados brasileiros e nos  territórios federais do Amapá e Roraima. Neste caso foram eleitos o prefeito Olívio Dutra, o vice-prefeito Tarso Genro e 33 vereadores.
Nascido em Bossoroca, Olívio Dutra tornou-se funcionário do Banrisul em 1961, sendo transferido à capital gaúcha no começo da década seguinte. Presidente do Sindicato dos Bancários em 1975, formou-se em Letras na Universidade Federal do Rio Grande do Sul  nesse ano. Presidente do diretório estadual do PT na época da criação do partido e fundador da Central Única dos Trabalhadores, perdeu a eleição para governador do Rio Grande do Sul em 1982, mas foi eleito deputado federal em 1986. Escolhido presidente nacional do PT em 6 de dezembro de 1987 como sucessor Luiz Inácio Lula da Silva, lançado candidato a presidente da República naquele dia, assinou a Constituição de 1988 semanas antes de eleger-se prefeito de Porto Alegre.
Nascido em São Borja, Tarso Genro estreou na política aos dezessete anos como integrante da Juventude Trabalhista do PTB em 1964. Quando o Regime Militar de 1964 outorgou o bipartidarismo através do Ato Institucional Número Dois, filiou-se ao MDB, sendo eleito vereador em Santa Maria em 1966, militando clandestinamente no PCdoB. Renunciou ao mandato parlamentar em 1970, mesmo ano em que se diplomou advogado pela Universidade Federal de Santa Maria, exilando-se no Uruguai em repúdio à ditadura militar brasileira. Quando voltou ao Brasil ingressou no PMDB antes de firmar-se no PT, onde foi eleito suplente de deputado federal em 1986 e vice-prefeito de Porto Alegre em 1988. Curiosamente, Tarso Genro assumiu seu cargo no executivo municipal junto ao prefeito Olívio Dutra, que renunciou ao mandato de deputado federal e permitiu a efetivação de Genro na Câmara dos Deputados. Graças a um ardil, Tarso Genro acumulou os dois cargos, mas licenciou-se de Brasília para assumir o cargo de secretário municipal de Governo, deixando-o em 1990, quando perdeu a eleição para o governo gaúcho.

## Resultado da eleição para prefeito
Foram apurados 636.215 votos nominais (88,28%), 60.494 votos em branco (8,39%) e 23.976 votos nulos (3,33%) resultando no comparecimento de 720.685 eleitores.
| Olívio Dutra PT       | Tarso Genro PT          | 13 | Frente Popular (PT, PCB)                    | 247.517  | 38,91%   |
| Carlos Araújo PDT     | Carrion Júnior PDT      | 12 | PDT (sem coligação)                         | 158.256  | 24,88%   |
| Guilherme Villela PDS | Germano Bonow PFL       | 11 | Aliança Democrática Popular (PDS, PFL, PTB) | 93.862   | 14,75%   |
| Antônio Britto PMDB   | Mercedes Rodrigues PMDB | 15 | PMDB (sem coligação)                        | 72.097   | 11,33%   |
| Sérgio Jockyman PL    | Onyx Lorenzoni PL       | 22 | PL (sem coligação)                          | 48.627   | 7,64%    |
| Fulvio Petracco PSB   | Humberto Carvalho PSB   | 40 | PSB (sem coligação)                         | 13.185   | 2,07%    |
| Raul Carrion PCdoB    | José Loguercio PCdoB    | 24 | PCdoB (sem coligação)                       | 2.671    | 0,42%    |
| Ecléa Fernandes PSDB  | Celso Gaiger PSDB       | 45 | PSDB (sem coligação)                        | Renúncia | Renúncia |
| Fontes:               |                         |    |                                             |          |          |

## Relação dos vereadores eleitos
Listagem fornecida pelo Tribunal Regional Eleitoral do Rio Grande do Sul.
| Vereadores eleitos            | Partido | Votação | Percentual | Cidade onde nasceu | Unidade federativa |
| João Antônio Dib              | PDS     | 9.112   | 1,03%      | Vacaria            | Rio Grande do Sul  |
| Flávio Koutzii                | PT      | 8.991   | 1,02%      | Porto Alegre       | Rio Grande do Sul  |
| Clóvis Ilgenfritz             | PT      | 8.480   | 0,96%      | Ijuí               | Rio Grande do Sul  |
| Valdir Fraga da Silva         | PDT     | 8.423   | 0,96%      | Porto Alegre       | Rio Grande do Sul  |
| Isaac Ainhorn                 | PDT     | 6.624   | 0,75%      | Porto Alegre       | Rio Grande do Sul  |
| Nelson Brilman Castan         | PDT     | 5.681   | 0,64%      |                    |                    |
| Lauro Hagemann                | PCB     | 5.664   | 0,64%      | Santa Cruz do Sul  | Rio Grande do Sul  |
| Elói Guimarães                | PDT     | 5.645   | 0,64%      | Porto Alegre       | Rio Grande do Sul  |
| João Motta                    | PT      | 5.617   | 0,64%      | Formigueiro        | Rio Grande do Sul  |
| Jaques Machado                | PDT     | 5.190   | 0,59%      |                    |                    |
| Antônio Carlos Hohlfeldt      | PT      | 5.170   | 0,59%      | Porto Alegre       | Rio Grande do Sul  |
| Wilton Pinto de Araújo        | PDT     | 4.726   | 0,54%      |                    |                    |
| Dilamar Valls Machado         | PDT     | 4.185   | 0,47%      | São Luiz Gonzaga   | Rio Grande do Sul  |
| Vieira da Cunha               | PDT     | 4.127   | 0,47%      | Cachoeira do Sul   | Rio Grande do Sul  |
| Edilberto Borges Morelli      | PMDB    | 4.116   | 0,47%      | Porto Alegre       | Rio Grande do Sul  |
| Luiz Vicente Vieira Dutra     | PDS     | 4.088   | 0,46%      |                    |                    |
| Gert Schinke                  | PT      | 4.038   | 0,46%      | Salvador do Sul    | Rio Grande do Sul  |
| José Valdir                   | PT      | 3.630   | 0,41%      | Portão             | Rio Grande do Sul  |
| Ervino Besson                 | PDT     | 3.572   | 0,41%      | Casca              | Rio Grande do Sul  |
| Décio Aloísio Schauren        | PT      | 3.446   | 0,39%      | Arroio do Meio     | Rio Grande do Sul  |
| Letícia Arruda                | PDT     | 3.377   | 0,38%      |                    |                    |
| Giovani Gregol                | PT      | 3.328   | 0,38%      | Porto Alegre       | Rio Grande do Sul  |
| Luiz Carlos Machado           | PMDB    | 3.295   | 0,37%      |                    |                    |
| Cyro Martini da Silva         | PDT     | 3.294   | 0,37%      | Porto Alegre       | Rio Grande do Sul  |
| José Alvarenga                | PT      | 3.222   | 0,37%      |                    |                    |
| Artur Paulo Araújo Zanella    | PFL     | 3.166   | 0,36%      |                    |                    |
| João Mano José Júnior         | PDS     | 3.142   | 0,36%      |                    |                    |
| Clóvis da Fonseca Brum        | PMDB    | 2.740   | 0,31%      |                    |                    |
| José Antônio Leão de Medeiros | PDS     | 2.665   | 0,30%      |                    |                    |
| Airto João Ferronato          | PMDB    | 2.422   | 0,27%      | Doutor Ricardo     | Rio Grande do Sul  |
| Wilson Silva dos Santos       | PL      | 2.411   | 0,27%      |                    |                    |
| Antônio Luiz Braz             | PMDB    | 2.379   | 0,27%      | Ribeirão Preto     | São Paulo          |
| Omar Ferri                    | PSB     | 1.119   | 0,13%      | Encantado          | Rio Grande do Sul  |
| Fontes:                       |         |         |            |                    |                    |